# Не будите меня молоду
Не буди́те меня́ молоду́ (Ах, не будите меня, молоду; Ох, не будитя меня молодую) — русская народная хороводная и плясовая песня литературного происхождения. Авторство первоначального стихотворения приписывают Василию Михайловичу Кугушеву, поэту начала XIX века, отцу драматурга Григория Кугушева. По другим данным, авторство народное.

## История
В XVIII веке в России были популярны пасторальные стихи. Например стихотворение «Как шёл пастух дорогою», или пастораль «Собирались красны девки за околицу гулять» Михаила Чулкова. Сюжет последней использовался и в пасторале «Не будите меня, молоду», которая была очень популярна на селе. Песня довольно быстро была усвоена народом, дополнялась и изменялась. Чаще всего в народных вариантах сохранялось стихотворное начало — «Не будите меня, молоду», хотя оно иногда и заменялось последующими строками «Выгоняйте вы скотину» или «Коли солнышко взойдёт», а в некоторых вариантах встречаются совсем новые запевы. С середины XIX века конец изменён. Иногда к концовке добавлялись различные юмористические строки, взятые из других песен. О глубине усвоения народом этой песни свидетельствуют и новые песни, сложенные на её ритмической и художественной основе. Песня «Не будите меня, молоду» часто воспринималась как плясовая, чему способствовала и её «частая» мелодия.
Песня вошла в первое российское методическое пособие по вокалу — «Полная школа пения» (Варламов А. Е., 1840 год). Стихотворение и песни на его основе печатались в песенниках. Первые записи народных вариантов этой песни относятся к 1830—1840-м годам. С 1849 года песня появляется на лубочных картинках. С 1880 годов эта песня входит в репертуар цыганских хоров.
Песня упоминается А. Ф. Писемским («Богатый жених») и Л. Н. Толстым («Детство»).